# Гудман, Эми
Эми Гудман (англ. Amy Goodman, род. 13 апреля 1957 года, Бэй-Шор, Нью-Йорк) — американская журналистка, ведущая и автор книг. Гуманист года (2024).

## Биография
Окончила Гарвардский университет в 1984 году. Впоследствии стала наиболее известна как ведущая и хозяйка радиопрограммы Democracy Now! на Pacifica Radio. Наиболее известными её темами являются движение за мир, антиглобалистское движение и критика корпоративных СМИ, хотя она регулярно рассматривает и другие темы. Э. Гудман расследовала нарушения прав человека в Восточном Тиморе, Нигерии и других странах.
В 1991 году благодаря ей и её коллеге Алану Нейрну, прибывшим на Восточный Тимор освещать жизнь оккупированной Индонезией страны и местное движение за независимость, достоянием общественности стала «бойня в Санта-Крус» (Santa Cruz massacre) — расстрел индонезийскими войсками мирной похоронной процессии в Дили, жертвами которого стали более 250 человек. Сама Гудман также была сильно избита и задержана.
В 1998 году Эми Гудман и Джереми Скейхилл подготовили документальный радиорепортаж о роли корпорации Chevron в эскалации вооружённого конфликта между нигерийским правительством и местными крестьянами, лишившимися крова в результате нефтедобывающей деятельности ТНК.